# Justicia warnockii
Justicia warnockii är en akantusväxtart som beskrevs av Billie Lee Turner. Justicia warnockii ingår i släktet Justicia och familjen akantusväxter. Inga underarter finns listade i Catalogue of Life.